# Nationaal-Socialistische Beweging

Vkajka NSB

Nationaal-Socialistische Beweging (česky Národně socialistické hnutí, zkratka NSB) byla nizozemská nacistická politická strana, která za německé okupace Nizozemska kolaborovala s Němci. V jejím čele stál Anton Adriaan Mussert.

## Historie
K jejímu založení došlo v roce 1931. Strana se zprvu profilovala jako fašistická, její členové obdivovali Benita Mussoliniho. Později došlo k příklonu k německé NSDAP a nacismu, podporovaném radikálním křídlem strany v čele s Meinoudem Rostem van Tonningen. V roce 1936 dosahoval počet členů 52 tisíc. Tohoto roku také došlo k prvnímu setkání vůdce strany Musserta s Adolfem Hitlerem. Přesto strana nikdy nepřekročila požadovanou hranici 4 % ve volbách. Po německém útoku proti Nizozemsku z 10. května 1940 byli členové NSB nizozemskou vládou internováni, aby nemohli provádět sabotáže.
Po německém obsazení země NSB očekávala, že bude německými okupanty pozvána k řízení země. K tomu však původně nedošlo, byl zřízen komisariát v čele s Arthurem Seyss-Inquartem. Dne 11. září 1940 zřídila NSB Nederlandsche SS, které bylo zařazeno do Waffen-SS. K roku 1941 měla strana na 100 tisíc členů. K vládě byla nakonec pozvána v roce 1942, kdy se Mussert stal „vůdcem nizozemského lidu“. NSB se podílela na zavádění protižidovských opatření, na území Nizozemska byly zřízeny koncentrační tábory (Amersfoort, Westerbork či Vught), kde strážní službu vykonávali členové NSB. Vláda Národně socialistického hnutí byla zlomena až s obsazením Nizozemska spojeneckými armádami. Strana byla rozpuštěna, členové pozatýkáni a souzeni za kolaboraci, Mussert a ostatní prominentní členové strany byli odsouzeni k trestu smrti.